# XHTML Friends Network

Grafische Darstellung von XFN

XHTML Friends Network (XFN) ist ein Metadaten-Profil, um im World Wide Web und in Sozialen Netzwerken persönliche Verbindungen über Links anzuzeigen.
Das Profil macht sich das rel -Attribut eines Hyperlinks zunutze, um Mensch und Maschine zu ermöglichen, persönliche menschliche Kontakte differenziert zu beschreiben und zu erkennen.
XFN wurde von Tantek Çelik, WordPress Entwickler Matthew Mullenweg und Eric Meyer entwickelt.
Es handelt sich um eine Technik, die sich der Sozialen Software und des semantischen Web zuordnen lässt.

## Nutzung
XFN ist für Autoren von Blogs ein einfacher Weg, ihre persönlichen Kontakte in der Blogroll oder in Linksammlungen zu kategorisieren. Man kann zum Beispiel über einen XFN-Wert festlegen, ob man einen Kontakt wirklich kennt und schon einmal persönlich getroffen hat (met), ob ein Kontakt ein Arbeitskollege ist (co-worker) oder ob ein Kontakt ein Freund ist (friend). Einzelne oder mehrere Werte können in HTML dem rel -Attribut des <a> -Elementes zugewiesen werden.

## Beispiel
Hier sieht man, wie den rel-Attributen der Hyperlinks ein oder mehrere Werte zugewiesen sind. Mehrere Werte lassen sich jeweils durch Leerzeichen anfügen. Diese Werte lassen sich von verschiedenen Programmen wieder auslesen. Diese Art von Programmen nennt man Spider oder Crawler.
```
 
<
a
 
href
=
"http://jane-blog.example.org/"
 
rel
=
"sweetheart date met"
>
Jane
</
a
>

 
<
a
 
href
=
"http://dave-blog.example.org/"
 
rel
=
"friend met"
>
Dave
</
a
>

 
<
a
 
href
=
"http://darryl-blog.example.org/"
 
rel
=
"friend met"
>
Darryl
</
a
>

 
<
a
 
href
=
"http://james-blog.example.com/"
 
rel
=
"met"
>
James Expert
</
a
>

```

## Spezifikation
Begriffe:
Invers
Angaben beruhen auf Gegenseitigkeit. Wenn Thomas ein Geschwisterteil von Daniel ist, dann gilt automatisch der Umkehrschluss, dass Daniel ein Geschwisterteil von Thomas ist.
Transitiv
Angabe gelten auch für gleichartige Kontakte der anderen (verlinkten) Person. Wenn Thomas angibt, dass er bei Daniel wohnt und Daniel angibt, dass er bei Andreas wohnt, dann folgt daraus, dass Thomas ebenfalls bei Andreas wohnt.

### Freundschaft
nur ein Wert ist möglich
contact
Jemand, bei dem man weiß wie man ihn kontaktiert, oft invers.
acquaintance
Jemand, den man mal gegrüßt hat, jedoch nicht (viel) mehr – vielleicht ein oder zwei kurze Gespräche. Oft invers.
friend
Jemand, mit dem man befreundet ist. Ein Kumpel oder guter Freund / eine gute Freundin, den / die man kennt, oft invers.

### Physisch
met
Jemand, mit dem man sich persönlich getroffen hat, invers.

### Beruf
co-worker
Arbeitskollege, der im selben Unternehmen beschäftigt ist. Invers. Normalerweise transitiv.
colleague
Kollege/Kommilitone, invers, oft transitiv.

### Geografisch
nur ein Wert ist möglich
co-resident
Mitbewohner. Invers und transitiv.
neighbor
Nachbar, vielleicht eine Straße oder Haustüre weiter, wohnt, invers, oft transitiv.

### Familie
nur ein Wert ist möglich
child
leibliches Kind oder jemand den die Person adoptiert hat und auf den sie aufpasst. Invers ist parent.
parent
Elternteil – Invers zu child.
sibling
Geschwisterteil. Invers. Normalerweise transitiv.
spouse
Ehepartner. Invers. Nicht transitiv.
kin
Ein Angehöriger, den man als Teil der ferneren Verwandtschaft sieht. Invers, in der Regel auch transitiv.

### Romantisch
muse
Muse – Jemand, von dem man inspiriert wird. Nicht invers.
crush
Schwärmerei. Nicht invers.
date
Jemand, mit dem man ausgeht. Beruht auf Gegenseitigkeit; nicht transitiv.
sweetheart
Liebling – Jemand, mit dem man in einer intimen und zumindest einigermaßen festen Beziehung ist; normalerweise kommt diese Angabe nur einmal vor; invers, nicht transitiv.

### Persönlich
me
Ein Link zu einem selbst unter einem anderen URL. Wird dieser Wert angegeben, so können keine weiteren XFN-Werte angegeben werden. Inversion notwendig. In einem Unterverzeichnis existiert eine implizite „me“-Beziehung zu allen enthaltenen Inhalten.